# Ranunculus millii
Ranunculus millii är en ranunkelväxtart som beskrevs av Pierre Edmond Boissier och Heldr.. Ranunculus millii ingår i släktet ranunkler, och familjen ranunkelväxter. Inga underarter finns listade i Catalogue of Life.